# ウィリアム・ヘイ (第5代エロル伯爵)
第5代エロル伯爵ウィリアム・ヘイ（英語: William Hay, 5th Earl of Erroll PC、1495年ごろ – 1522年7月28日）は、スコットランド貴族。

## 生涯
第4代エロル伯爵ウィリアム・ヘイと1人目の妻クリスチャン（Christian、旧姓ライアン（Lyon）、1508年8月21日と1509年5月17日の間に没、第3代グラームズ卿ジョン・ライアンの娘）の息子として、1495年ごろに生まれた。
1513年9月9日に父がフロドゥンの戦いで戦死すると、エロル伯爵位を継承、10月20日に父の遺産継承者として認定された。スコットランド王ジェームズ5世の治世にスコットランド枢密院の枢密顧問官に任命され、1515年にフランス王国への使節として、1516年にイングランド王国への使節として派遣された。
1522年7月28日にエディンバラで死去、クパー・アンガスで埋葬された。一人息子ウィリアムが爵位を継承した。

## 家族
1520年までにエリザベス・リーヴェン（Elizabeth Ruthven、1529年12月9日までに没、初代リーヴェン卿ウィリアム・リーヴェンの娘）と結婚、1男をもうけた。
- ウィリアム（1521年ごろ – 1541年4月11日） - 第6代エロル伯爵[1]

第5代エロル伯爵の死後、エリザベスは1523年12月12日に第3代ロス卿ニニアン・ロス（1556年2月没）と再婚した。